# Radio Planeta
Radio Planeta es una emisora de radio peruana. Su programación se basa en música juvenil y milenial en inglés. Se encuentra dirigido a los públicos adolescente y juvenil adulto. Es propiedad de CRP Radios.
Su estación principal es OCZ-4L FM, la cual transmite en la frecuencia 107.7 MHz de la banda FM de Lima, además transmite vía Internet en el resto del país y en todo el mundo.

## Historia
Fue lanzada el 20 de marzo de 1999 en reemplazo de Radio Star como una radio de rock, rock alternativo, pop, hip hop, R&B, reggae y electro pop en inglés y español.
En agosto de 2006, la emisora cambia radicalmente de programación y cesa de transmitir música en español debido al lanzamiento de Radio La Ñ en 2005 y ese mismo año la programación se dedica a transmitir solo música en inglés hasta la actualidad.
En marzo del 2010, con el lanzamiento de su emisora hermana Radio Oasis, Planeta retira algunas canciones de los géneros rock alternativo, reggae y techno hasta que en octubre del 2012 dichas músicas los géneros mencionados son retirados. Tiempo después, deja de transmitir música de la década de 1990.
En el año 2018, la emisora incluye algunas canciones del género k-pop.
En agosto de 2021, 2 frecuencias que poseía a nivel nacional (Arequipa y Asia) fueron reemplazadas por Radiomar y Radio Moda.
En abril de 2023, la emisora agrega nuevamente algunas canciones de los géneros rock alternativo y pop de finales de la década de 1990 y principios de la de 2000 a su programación. No obstante, en mayo de 2024, aumentaron y regresaron más canciones de dichas décadas de los principios de los 90s, debido a que su emisora hermana Radio Oasis, cesó sus emisiones el 1 de febrero del mismo año.

### Planeta Hot 40
En febrero de 2020, la emisora lanzó al aire Planeta Hot 40, una emisora por internet dedicada a transmitir canciones con el mismo formato de la emisora principal y con las 40 canciones más escuchadas de la semana. Por ende, la programación se renovaba cada 7 días.
Fue descontinuada en junio de 2023 al igual que las emisoras por internet Oasis Patrio y Radio Moda+ de sus radios hermanas Radio Oasis y Radio Moda, así también siendo eliminada de la aplicación Oigo.

## Conductores
- Graciela Rivero (Gachi).
- Frank Mendizábal.
- Jorge Aguayo.
- Maria Fernanda Angulo (Mafer).
- Fabiana Valcárcel.
- Ana luisa Pazolles (Analu).

### Anteriores
- Piero.
- Daniel Marquina.
- Gianni Chichizola (El Bufalo)
- Gonzalo Torres.
- Estrella (Star).
- Nicolt Livia.
- Pablo Tomairo.
- Patricia Saldaña (Melo).
- Sofia.
- Laura (La Chibola).
- Juan Francisco Escobar.

## Frecuencias

### Actual
- Lima - 107.7 FM

### Anteriores
- Arequipa - 95.1 FM  (reemplazada por Radiomar del CRP Radios) 2013-2021

- Lima - Asia – 90.9 FM (reemplazada por Radio Moda del CRP Radios) 2012-2021